# 그리스 계획

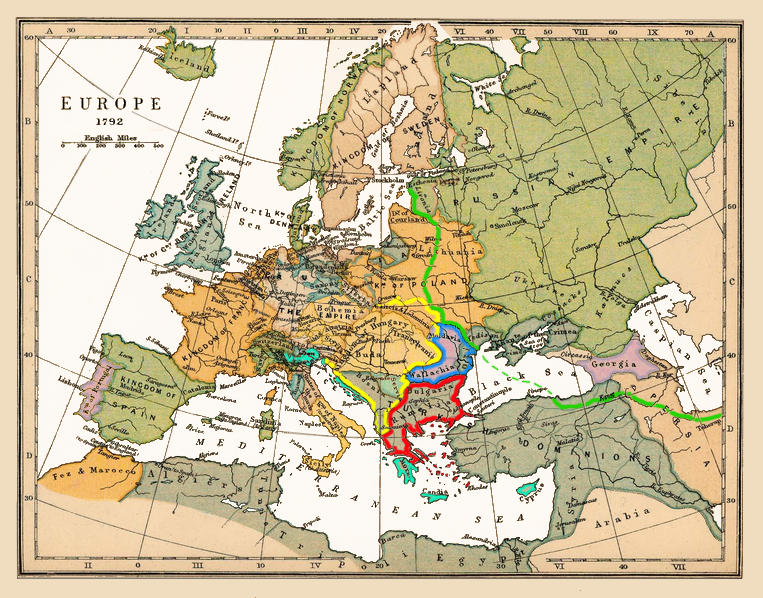
예카테리나 2세의 그리스 계획의 지도. 붉은 색은 예카테리나의 손자 콘스탄틴을 위한 '신비잔티움 제국', 푸른색은 그리고리 포템킨을 위한 '다키아 왕국', 노란색은 합스부르크 군주국이 받는 보상, 청록색은 베네치아가 받는 보상을 나타낸다.

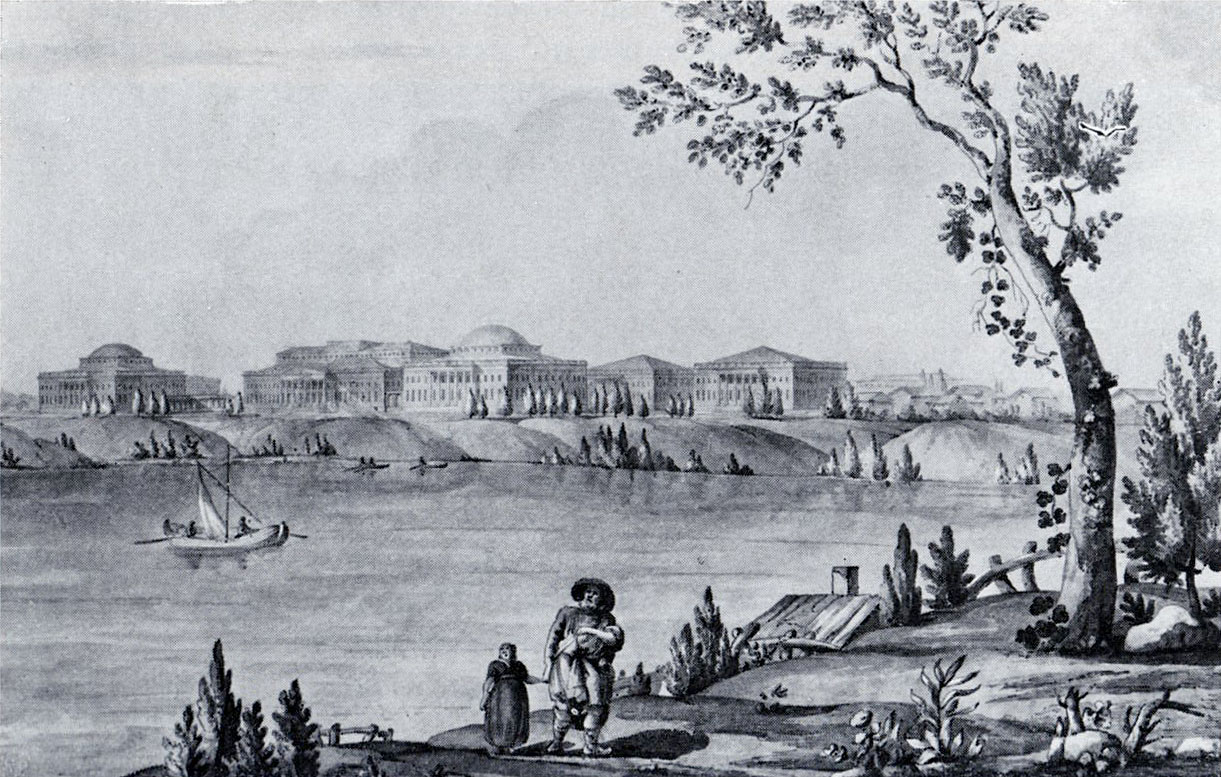
네바강의 강둑에 있는 펠린스키 궁전(Пеллинский дворец) 알렉산드로스 대왕의 출생지의 이름을 따서 지어졌다.

그리스 계획, 혹은 그리스 프로젝트(러시아어: Греческий проект)는 1780년대 초에 예카테리나 2세가 발전시킨 동방문제에 대한 초기 해결책이었다. 이 계획은 콘스탄티노폴리스를 중심으로 한 동로마 제국의 복원과 러시아 제국과 합스부르크 군주국 사이의 오스만 제국 분할을 구상했다.

## 계획에서 이름이 바뀌어진 도시
다음 주요 도시에는 이 계획이 구상되던 기간 그리스어에서 영감을 얻은 이름이 지어졌다. 그들 중 일부는 새로운 도시였고 다른 일부는 원래 이름에서 새 이름으로 바뀌었다.
| 원래 이름                  | 새로운 이름               | '그리스 계획' 연도 | 비고 |
| -------------------------- | ------------------------- | ------------------ | --- |
| 알렉산더 스콘스(빌하위스)  | 헤르손                    | 1778               | 케르소네소스의 이름을 따서                                                                                            |
| 케즐레프(커키니티스)       | 옙파토리야                | 1784               | 에우파토르가 어원: '고귀한 아버지'(Ευ·πατωρ), 크림반도를 포함하는 새로운 지배권을 가진 미트리다테스 6세 메가스에 의해 |
| 칼미우스 슬로보다          | 마리우폴                  | 1780               | 조피 도로테아로 인해                                                                                                  |
| 키자르                     | 멜리토폴                  | 1842               | 고대 항구 도시 멜리토폴을 따서                                                                                        |
| 미키틴 리                  | 니코폴                    | 1786               | 승리의 여신 니케의 이름을 따서                                                                                        |
| 하시데레                   | 오비디오폴                | 1793               | 오비디우스의 이름을 따서                                                                                              |
| 야크티아르                 | 세바스토폴                | 1784               | 수후미의 폰토스 항구 다음의 세바스테(아우구스투스)를 따서                                                             |
| 아크메스지트               | 심페로폴                  | 1784               | 공익의 도시 |
| 예카테리나 스콘스 (오를릭) | 올비오폴 (페르보마이스크) | 1782               | 고대 그리스 식민지 올비아의 이름을 따서                                                                               |
| 하즈베이                   | 오데사                    | 1795               | 고대 그리스 식민지 오데소스(현 바르나)의 이름을 따서                                                                  |
| 스타리크림                 | 류코폴                    | 자료 없음          | 류코폴리스, '흰 도시'                                                                                                 |
| 수클레야                   | 티라스폴                  | 1792               | 드네스트르강의 고대 이름인 티라스의 이름을 따서                                                                       |
| 자료 없음                  | 스타브로폴                | 1777               | 스타우로스 |

## 같이 보기
- 메갈리 이데아